# مسجد شاندانبورا
مسجد شاندانبورا هو مسجد يقع في الجزء القديم شمالي مدينة شيتاغونغ على طريق كابتاي في بنغلاديش .

## التاريخ
يعد المسجد معلم شهير من معالم مدينة شيتاغونغ، ويعد أيضا منطقة جذب سياحي شهير للهندسة المعمارية الرائعة  التي تتكون من القباب والمآذن المتعددة المرسومة بألوان زاهية، وعلى الرغم من أن المسجد تم تجديده في عام 1952، إلى أن حالته تدهورت على مر السنين بسبب العوامل البيئية مثل تلوث الهواء .

## وصلات خارجية
- موقع المسجد
- البوم صور المسجد